# Sampean (Sungai Kanan)
Sampean is een bestuurslaag in het regentschap Labuhan Batu Selatan van de provincie Noord-Sumatra, Indonesië. Sampean telt 3928 inwoners (volkstelling 2010).